# 白山神社 (飛騨市神岡町吉田)
白山神社（はくさんじんじゃ）は、岐阜県飛騨市神岡町吉田（吉城郡阿曽布村大字吉田→吉城郡神岡町吉田）にある神社（白山神社）。
白山神社は飛騨市内には多くあるが、ここでは神岡町吉田の白山神社について記述する。

## 概要
創建時期は不詳。元は森ノ上に鎮座していたという。傘松城が築城されると、城の麓に移転し、傘松城の守護神となる。
1893年（明治26年）に現在地に移転。1947年（昭和22年）に岐阜県神社庁より銀幣社の指定を受け、1951年（昭和26年）に岐阜県神社庁より銀幣社の指定を受ける。

## 主祭神
- 伊邪那美命
- 伊邪那岐命
- 菊理姫命